# Rava
För andra betydelser, se Rava (olika betydelser).
Rava är ett kvinnligt förnamn på det konstgjorda språket esperanto. Namnet betyder "hänföra". Det fanns år 2008 1 person som hade Rava som förnamn i Sverige.